# Ashland (Kansas)
Ashland es una ciudad ubicada en el condado de Clark en el estado estadounidense de Kansas. En el año 2010 tenía una población de 867 habitantes y una densidad poblacional de 197,05 personas por km².

## Geografía
Ashland se encuentra ubicada en las coordenadas 37°11′12″N 99°46′9″O / 37.18667, -99.76917 (37.186803, -99.769259).

## Demografía
Según la Oficina del Censo en 2000 los ingresos medios por hogar en la localidad eran de $32,721 y los ingresos medios por familia eran $40,682. Los hombres tenían unos ingresos medios de $25,000 frente a los $20,313 para las mujeres. La renta per cápita para la localidad era de $18,183. Alrededor del 11.6% de la población estaban por debajo del umbral de pobreza.